# Johann Knobloch
Johann Knobloch (łac. Io(h)annes Cnoblochus, ur. 24 czerwca 1520 we Frakfurcie nad Odrą; zm. 1599 tamże na dżumę) – niemiecki lekarz, uczony, profesor Uniwersytetu Viadrina we Frankfurcie nad Odrą.

## Życiorys
Knobloch studiował medycynę na Viadrinie we Frankfurcie nad Odrą jako uczeń Jodocusa Willicha, potem w Wittenberdze i Padwie, gdzie w 1566 uzyskał promocję na doktora nauk medycznych.
Był następcą pierwszego kierownika Katedry Anatomii we Frankfurcie nad Odrą – Heinricha Eggelinga. Przez dziesiątki lat szukał metod walki z dżumą i stał się specjalistą w tej dziedzinie. Czterokrotny dziekan Wydziału Medycyny i trzykrotnie rektor Uniwersytetu Viadrina. Zmarł na dżumę.